# Воронин, Иван Николаевич
Иван Николаевич Воронин (1924—1943) — участник Великой Отечественной войны, командир пулемётного расчёта 1118-го стрелкового полка (333-я стрелковая дивизия, 6-я армия, 3-й Украинский фронт), сержант, Герой Советского Союза (1944).

## Биография
Родился 25 мая 1924 года в х. Зазерский, ныне Тацинского pайона Ростовской области, в семье крестьянина. Русский.
Окончил 5 классов.
В Красной Армии — с января 1943 года. В действующей армии — с октября 1943.
Во время освобождения Украины перед дивизией была поставлена задача: форсировать реку Днепр южнее Запорожья. Сержант и комсомолец Воронин, действуя в составе отряда, в числе первых преодолел Днепр и при атаке гитлеровских позиций подавил огонь трёх пулемётных точек. В борьбе за захват и удержание плацдарма на правом берегу реки около села Каневское Запорожской области, огнём своего пулемёта уничтожил более 20 немецких солдат и офицеров.
Умер от ран 2 декабря 1943 года в хирургическом полевом подвижном госпитале № 639 в городе Запорожье. Похоронен там же, на Капустяном кладбище.

## Память
- Именем Героя названа улица в г. Запорожье.

## Награды
- Медаль «Золотая Звезда» Героя Советского Союза (22.02.1944).
- Орден Ленина, орден Славы 3 степени.
- Медали.